# Klasje
Klasje, vagy teljes nevén Klasje Naših Ravni (magyarul: Kalász, illetve a Mi rónaságunk kalásza), vajdasági horvát irodalmi, kulturális és tudományos folyóirat. Megjelenik havonta, nyáron (július/augusztus) dupla szám.
Alapították 1935-ben, megjelent 1944-ig. Újraindulása 1996-ban volt.
Kiadja a Horvát Nemzeti Kulturális Alap (Matica Hrvatska) Szabadkán, Szabadka Város Önkormányzata és a Vajdasági Autonóm Tartomány oktatásért és a kultúráért felelős titkársága támogatásával.
A szerkesztőség tagjai 2008-ban: Lazar Merković, Milovan Miković, Petko Vojnić Purčar, Stipan Stantić és a Horvát Nemzeti Kulturális Alap (Matica Hrvatska) szabadkai részlegének mindenkori elnöke.
A folyóirat bácskai horvát dialektusokban, azaz bunyevácul és sokác nyelvjárásban is közöl írásokat.